# Xianghuangdi
Xianghuangdi (kinesiska: 厢黄地, 厢黄地乡) är en socken i Kina. Den ligger i den autonoma regionen Inre Mongoliet, i den norra delen av landet, omkring 77 kilometer sydost om regionhuvudstaden Hohhot.
Genomsnittlig årsnederbörd är 611 millimeter. Den regnigaste månaden är juli, med i genomsnitt 182 mm nederbörd, och den torraste är januari, med 3 mm nederbörd.